# الجبهة الشعبية (بوركينا فاسو)
الجبهة الشعبية (بالفرنسية: Front Populaire)‏ هو تحالف سياسي في بوركينا فاسو. تأسست الجبهة في أكتوبر 1987 من قبل الرئيس الحالي للبلد، بليز كومباوري، فور وصوله إلى السلطة في انقلاب عسكري. كانت الأحزاب الأعضاء الأولى هي:
- اتحاد الشيوعيين في بوركينا فاسو
- المجموعة الشيوعية البوركينابية
- اتحاد النضال الشيوعي - الشعلة

في أوائل عام 1991 كانت الأحزاب الأعضاء هي
- منظمة الديمقراطية الشعبية - الحركة العمالية
- تجمع الديمقراطيين الاشتراكيين المستقلين
- المؤتمر الوطني للوطنيين التقدميين - الحزب الاشتراكي الديمقراطي
- اتحاد الديمقراطيين والوطنيين في بوركينا فاسو
- المجموعة الشيوعية البوركينابية
- مجموعة الديموقراطيين الوطنيين
- حركة الديمقراطيين التقدميين
- مجموعة الديمقراطيين الثوريين
- اتحاد الديمقراطيين الاشتراكيين
- حزب الاستقلال الأفريقي

في عام 1995 كانت الأحزاب الأعضاء
- منظمة الديمقراطية الشعبية - الحركة العمالية
- حركة الديمقراطيين التقدميين
- اتحاد الديمقراطيين والوطنيين في بوركينا فاسو
- تجمع الديمقراطيين الاشتراكيين المستقلين

كان زعيم الجبهة هو أرسين بونغنيسان يي.